# Unione Sportiva Cagliari 1966-1967
Questa voce raccoglie le informazioni riguardanti l'Unione Sportiva Cagliari nelle competizioni ufficiali della stagione 1966-1967.

## Stagione
Manlio Scopigno è il nuovo allenatore del Cagliari.
Gigi Riva vince la classifica dei marcatori del torneo, davanti a Sandro Mazzola con 17 reti.
In Coppa Italia isolani subito fuori al primo turno, battuti dall'Arezzo 1-0.

## Calciomercato
| Acquisti         | Acquisti           | Acquisti | Acquisti         |
| R.               | Nome               | da       | Modalità         |
| ---------------- | ------------------ | -------- | ---------------- |
| P                | Adriano Reginato   | Vicenza  | definitivo       |
| C                | Nené               | Juventus | rinnovo prestito |
| A                | Roberto Boninsegna | Varese   | definitivo       |
| Altre operazioni |                    |          |                  |
| R.               | Nome               | da       | Modalità         |
| C                | Sandro Tiberi      | Vicenza  | definitivo       |
| A                | Renzo Brando       | Prato    | definitivo       |
| A                | Raffaello Ciocca   | ALMAS    | definitivo       |

| Cessioni | Cessioni               | Cessioni  | Cessioni      |
| R.       | Nome                   | a         | Modalità      |
| -------- | ---------------------- | --------- | ------------- |
| P        | Sergio Bertola         | Verona    | definitivo    |
| D        | Enrico Spinosi         |           | fine carriera |
| C        | Enrico Mazzucchi       |           | fine carriera |
| A        | Renzo Cappellaro       | Genoa     | definitivo    |
| A        | Felix Alberto Gallardo | Palmeiras | fine prestito |

## Risultati

### Serie A

#### Girone di andata
| Arbitro: | Picasso (Chiavari) |

|  |           |                                |
|  | Marcatori | 32’ Boninsegna 90’ (rig.) Riva |

| Cagliari 25 settembre 1966 2ª giornata | Cagliari            | 0 – 0 | Milan | Stadio Amsicora\| Arbitro: \| Lo Bello (Siracusa) \| |
| Arbitro:                               | Lo Bello (Siracusa) |       |       |                                                      |

| Arbitro: | Sbardella (Roma) |

|                                         |           |  |
| Riva 6’, 20’, 58’ (rig.) Boninsegna 52’ | Marcatori |  |

| Foggia 9 ottobre 1966 4ª giornata | Foggia & Incedit | 0 – 0 | Cagliari | Stadio Pino Zaccheria\| Arbitro: \| Gonella (Torino) \| |
| Arbitro:                          | Gonella (Torino) |       |          |                                                         |

| Roma 16 ottobre 1966 5ª giornata | Roma          | 0 – 0 | Cagliari | Stadio Olimpico\| Arbitro: \| Motta (Monza) \| |
| Arbitro:                         | Motta (Monza) |       |          |                                                |

| Arbitro: | Righi (Milano) |

|                |           |  |
| Boninsegna 49’ | Marcatori |  |

| Arbitro: | Carminati (Milano) |

|                                         |           |  |
| Riva 7’, 26’ Boninsegna 67’ Greatti 71’ | Marcatori |  |

| Arbitro: | Lo Bello (Siracusa) |

|              |           |  |
| De Paoli 82’ | Marcatori |  |

| Mantova 20 novembre 1966 9ª giornata | Mantova             | 0 – 0 | Cagliari | Stadio Danilo Martelli\| Arbitro: \| Bernardis (Trieste) \| |
| Arbitro:                             | Bernardis (Trieste) |       |          |                                                             |

| Arbitro: | Carminati (Milano) |

|          |           |  |
| Nenè 40’ | Marcatori |  |

| Arbitro: | Motta (Monza) |

|                          |           |  |
| Boninsegna 26’ Rizzo 89’ | Marcatori |  |

| Arbitro: | Pieroni (Roma) |

|             |           |  |
| Orlando 13’ | Marcatori |  |

| Arbitro: | Bernardis (Trieste) |

|                         |           |          |
| Jair 35’ Cappellini 77’ | Marcatori | 26’ Riva |

| Arbitro: | D'Agostini (Roma) |

|                                     |           |               |
| Poppi 5’ (aut.) Boninsegna 20’, 55’ | Marcatori | 76’ Savoldi I |

| Arbitro: | De Robbio (Torre Annunziata) |

|  |           |               |
|  | Marcatori | 57’, 76’ Riva |

| Ferrara 15 gennaio 1967 16ª giornata | SPAL            | 0 – 0 | Cagliari | Stadio Comunale\| Arbitro: \| Genel (Trieste) \| |
| Arbitro:                             | Genel (Trieste) |       |          |                                                  |

| Arbitro: | Angonese (Mestre) |

|               |           |  |
| Riva 54’, 68’ | Marcatori |  |

#### Girone di ritorno
| Arbitro: | D'Agostini (Roma) |

|                              |           |             |
| Riva 29’, 83’ Boninsegna 68’ | Marcatori | 46’ Clerici |

| Arbitro: | Angonese (Mestre) |

|                        |           |                 |
| Sormani 31’ Rivera 74’ | Marcatori | 76’ (rig.) Riva |

| Arbitro: | D'Agostini (Roma) |

|                |           |          |
| Bulgarelli 84’ | Marcatori | 56’ Riva |

| Cagliari 19 febbraio 1967 21ª giornata | Cagliari          | 0 – 0 | Foggia & Incedit | Stadio Amsicora\| Arbitro: \| Orlando (Bergamo) \| |
| Arbitro:                               | Orlando (Bergamo) |       |                  |                                                    |

| Arbitro: | Marengo (Chiavari) |

|               |           |            |
| Riva 72’, 86’ | Marcatori | 8’ Barison |

| Arbitro: | Motta (Monza) |

|            |           |  |
| Hamrin 81’ | Marcatori |  |

| Arbitro: | Gussoni (Tradate) |

|            |           |                 |
| Grossi 78’ | Marcatori | 46’ (rig.) Riva |

| Cagliari 19 marzo 1967 25ª giornata | Cagliari       | 0 – 0 | Juventus | Stadio Amsicora\| Arbitro: \| Pieroni (Roma) \| |
| Arbitro:                            | Pieroni (Roma) |       |          |                                                 |

| Cagliari 2 aprile 1967 26ª giornata | Cagliari              | 0 – 0 | Mantova | Stadio Amsicora\| Arbitro: \| De Marchi (Pordenone) \| |
| Arbitro:                            | De Marchi (Pordenone) |       |         |                                                        |

| Arbitro: | Genel (Trieste) |

|  |           |          |
|  | Marcatori | 83’ Nenè |

| Arbitro: | De Robbio (Torre Annunziata) |

|           |           |  |
| Combin 8’ | Marcatori |  |

| Cagliari 23 aprile 1967 29ª giornata | Cagliari      | 0 – 0 | Napoli | Stadio Amsicora\| Arbitro: \| Motta (Monza) \| |
| Arbitro:                             | Motta (Monza) |       |        |                                                |

| Arbitro: | D'Agostini (Roma) |

|          |           |                |
| Nenè 57’ | Marcatori | 46’ Domenghini |

| Arbitro: | Bigi (Padova) |

|           |           |  |
| Danova 9’ | Marcatori |  |

| Cagliari 14 maggio 1967 32ª giornata | Cagliari       | 0 – 0 | Lanerossi Vicenza | Stadio Amsicora\| Arbitro: \| Monti (Ancona) \| |
| Arbitro:                             | Monti (Ancona) |       |                   |                                                 |

| Arbitro: | Gonella (Torino) |

|          |           |             |
| Nenè 56’ | Marcatori | 87’ Rozzoni |

| Arbitro: | Di Tonno (Lecce) |

|                   |           |                         |
| Mazzia 75’ (rig.) | Marcatori | 8’ Rizzo 59’ Boninsegna |

### Coppa Italia
| Arbitro: | Marengo (Chiavari) |

|               |           |  |
| Benvenuto 36’ | Marcatori |  |

### Coppa Mitropa
| Arbitro: | Zsolt |

|                     |           |                    |
| Riva 9’ Greatti 18’ | Marcatori | 23’ (aut.) Longoni |

| Arbitro: | Mayer |

|                                        |           |             |
| Musemić 24’ Prljača 70’ Prodanović 82’ | Marcatori | 69’ Greatti |

## Statistiche

### Statistiche di squadra
| Competizione  | Punti            | In casa | In casa | In casa | In casa | In casa | In casa | In trasferta | In trasferta | In trasferta | In trasferta | In trasferta | In trasferta | Totale | Totale | Totale | Totale | Totale | Totale |
| Competizione  | Punti            | G       | V       | N       | P       | Gf      | Gs      | G            | V            | N            | P            | Gf           | Gs           | G      | V      | N      | P      | Gf     | Gs     |
| ------------- | ---------------- | ------- | ------- | ------- | ------- | ------- | ------- | ------------ | ------------ | ------------ | ------------ | ------------ | ------------ | ------ | ------ | ------ | ------ | ------ | ------ |
| Serie A       | 40               | 17      | 9       | 8       | 0       | 24      | 5       | 17           | 4            | 6            | 7            | 9            | 12           | 34     | 13     | 14     | 7      | 36     | 17     |
| Coppa Italia  | 1º turno         | 0       | 0       | 0       | 0       | 0       | 0       | 1            | 0            | 0            | 1            | 0            | 1            | 1      | 0      | 0      | 1      | 0      | 1      |
| Coppa Mitropa | ottavi di finale | 1       | 1       | 0       | 0       | 2       | 1       | 1            | 0            | 0            | 1            | 1            | 3            | 2      | 1      | 0      | 1      | 3      | 4      |
| Totale        | -                | 18      | 10      | 8       | 0       | 26      | 6       | 19           | 4            | 6            | 9            | 10           | 26           | 37     | 14     | 14     | 9      | 39     | 42     |

### Statistiche dei giocatori
N.B.: I cartellini gialli e rossi vennero introdotte a partire dal Campionato mondiale di calcio 1970, mentre i giocatori potevano già essere allontanati dal campo per grave fallo di gioco o condotta violenta. Durante la stagione furono allonati dal campo una sola volta Cera, Martiradonna e Riva.
| Giocatore       | Serie A  | Serie A | Coppa Italia | Coppa Italia | Coppa Mitropa | Coppa Mitropa | Totale   | Totale |
| Giocatore       | Presenze | Reti    | Presenze     | Reti         | Presenze      | Reti          | Presenze | Reti   |
| --------------- | -------- | ------- | ------------ | ------------ | ------------- | ------------- | -------- | ------ |
| R. Boninsegna   | 34       | 9       | 0            | 0            | 2             | 0             | 36       | 9      |
| R. Brando       | 1        | 0       | 0            | 0            | 0             | 0             | 1        | 0      |
| P. Cera         | 29       | 0       | 1            | 0            | 2             | 0             | 32       | 0      |
| R. Ciocca       | 3        | 0       | 0            | 0            | 0             | 0             | 3        | 0      |
| R. Greatti      | 34       | 1       | 1            | 0            | 2             | 2             | 37       | 3      |
| M. Longo        | 31       | 0       | 1            | 0            | 2             | 0             | 34       | 0      |
| G. Longoni      | 34       | 0       | 1            | 0            | 2             | 0             | 37       | 0      |
| M. Martiradonna | 31       | 0       | 1            | 0            | 2             | 0             | 34       | 0      |
| C. Mattrel      | 6        | -4      | 1            | -1           | 0             | 0             | 7        | -5     |
| Nenè            | 32       | 4       | 1            | 0            | 2             | 0             | 35       | 4      |
| C. Niccolai     | 5        | 0       | 0            | 0            | 0             | 0             | 5        | 0      |
| P. Pianta       | 0        | 0       | 0            | 0            | 0             | 0             | 0        | 0      |
| A. Reginato     | 29       | -13     | 0            | 0            | 2             | -4            | 31       | -17    |
| L. Riva         | 23       | 18      | 1            | 0            | 1             | 1             | 25       | 19     |
| F. Rizzo        | 29       | 2       | 1            | 0            | 0             | 0             | 30       | 2      |
| S. Tiberi       | 11       | 0       | 0            | 0            | 1             | 0             | 12       | 0      |
| M. Tiddia       | 2        | 0       | 0            | 0            | 2             | 0             | 4        | 0      |
| R. Vescovi      | 33       | 0       | 1            | 0            | 2             | 0             | 36       | 0      |
| B. Visentin     | 8        | 0       | 1            | 0            | 2             | 0             | 11       | 0      |